# Deossiuridina
Deossiuridina o deoxiuridina è un nucleoside pirimidinico. La molecola è simile nella struttura all'uridina, ma priva del gruppo 2'idrossile sulla porzione ribosio, sostituito da un atomo di idrogeno.
Sono state sintetizzate molte molecole che derivano dalla deossiuridina e fra queste la idoxuridina e la trifluridina, studiate per le loro proprietà antivirali ed utilizzate come farmaci per il trattamento topico, in oftalmologia, delle infezioni da herpes simplex virus, ed in particolare nelle cheratiti da HSV.
I composti derivati dalla deossiuridina interferiscono con la sintesi del DNA virale e possono essere utilizzati come substrato per la DNA polimerasi virale, portando alla formazione di DNA 'difettoso' in quanto le molecole vengono incorporate nel filamento di DNA sostituendo molte delle normali basi di timidina.

## Altri utilizzi
In medicina di laboratorio si utilizza il test di soppressione alla deossiuridina per diagnosticare una anemia megaloblastica dovuta a deficit di vitamina B12 e folati.